# Departures 〜あなたにおくるアイの歌〜
『Departures 〜あなたにおくるアイの歌〜』（デパーチャーズ あなたにおくるアイのうた）は、EGOISTの1枚目のシングル。2011年11月30日にアニプレックスから発売された。

## 概要
初回限定盤には表題曲のPVを収録したDVDが収録されている。表題曲「Departures 〜あなたにおくるアイの歌〜」は、テレビアニメ『ギルティクラウン』のエンディングテーマに起用された。曲調は基本的にはラブソングだが、楪いのりの等身大の感情が詰め込まれており、ジャケットにも楪いのりが木陰で佇んでいる様子が描かれている。

## 収録曲
（全作詞・作曲・編曲:ryo）
1. Departures 〜あなたにおくるアイの歌〜 [4:15]
  - テレビアニメ『ギルティクラウン』エンディングテーマ
2. Euterpe [3:48]
3. Departures 〜あなたにおくるアイの歌〜（TV Edit） [1:35]
4. Departures 〜あなたにおくるアイの歌〜（BOOM BOOM SATELLITES Remix -meteoric rain-） [7:11]
5. Departures 〜あなたにおくるアイの歌〜（Instrumental）
6. Euterpe（Instrumental）
7. Departures 〜あなたにおくるアイの歌〜（TV Edit）（Instrumental）

DVD（初回限定盤のみ）
1. Departures 〜あなたにおくるアイの歌〜 Music Clip

## 楽曲の収録アルバム
| 楽曲                                  | 発売日        | タイトル                              |
| ------------------------------------- | ------------- | ------------------------------------- |
| Departures 〜あなたにおくるアイの歌〜 | 2012年9月19日 | Extra terrestrial Biological Entities |